# Cryptopristus harrisii
Cryptopristus harrisii är en stekelart som först beskrevs av Fitch 1862.  Cryptopristus harrisii ingår i släktet Cryptopristus och familjen gallglanssteklar. Inga underarter finns listade i Catalogue of Life.